# 赵英福
赵英福（1938年—），辽宁彰武人，中国人民解放军将领、中国人民解放军中将。
毕业于解放军政治学院。1996年，接替康富泉，担任南海舰队政治委员。2001年，由邬华扬接任。1997年，授中国人民解放军中将军衔。